# 돼지가 우물에 빠진 날
《돼지가 우물에 빠진 날》(The Day a Pig Fell Into the Well)은 1996년에 개봉한 대한민국의 영화 작품으로, 홍상수의 데뷔작이다. 제작비 3억 5천만원 가량의 저예산 영화이다.

## 줄거리
별볼일 없는 작가인 효섭은 어느날 후배의 출판사를 찾아갔다가 평론가와 한바탕 싸움을 벌인다. 삼류소설가라는 피해의식에 시달리는 효섭은 유부녀 보경과 사랑에 빠져 있다. 극장 매표원인 민재는 효섭을 사랑하지만 효섭은 불륜에만 탐닉하는데... 남루하고 비루한 일상에 대한 통찰을 제3자의 시선을 통해 우스꽝스럽게 묘사한 홍상수 감독의 위트가 돋보이는 역작.

## 캐스팅
- 김의성 - 효섭 역
- 박진성 - 동우 역
- 이응경 - 보경 역
- 조은숙 - 민재 역
- 손민석 - 양민수 역
- 전해룡 - 인창 역
- 박경호 - 선배 문인 1 역
- 박충선 - 선배 문인 2 역
- 방은희 - 인창의 부인 역
- 송강호 - 동석 역
- 배중식 - 한식집 지배인 역
- 구보석 - 녹음실 사장 역
- 김정팔 - 사진관 총각 역
- 노기홍 - 택시기사 역
- 박귀순 - 소설가 역

## 수상

### 국내
- 1996년 제17회 청룡영화상 신인감독상 - 홍상수
- 1996년 제17회 청룡영화상 여우조연상 - 조은숙
- 1996년 제16회 한국영화평론가협회상 신인감독상 - 홍상수
- 1996년 제16회 한국영화평론가협회상 음악상 - 옥길성
- 1997년 제20회 황금촬영상 신인감독상 - 홍상수
- 1997년 제20회 황금촬영상 신인남우상 - 김의성
- 1997년 제20회 황금촬영상 신인여우상 - 조은숙

### 해외
- 1996년 제15회 밴쿠버국제영화제 용호상
- 1997년 제26회 로테르담 국제 영화제 타이거상
- 1997년 제42회 아시아 태평양 영화제 최고신인상 - 홍상수

## 기타
- 대한민국 국내 흥행에는 실패하고 대종상 본선에도 오르지 못했다. 그러나 외국에서 호평을 받아 일본 도쿄 영화제에 초청됐고, 이어 캐나다 밴쿠버 영화제 용호상과 네덜란드 로테르담 영화제 타이거상을 수상했다.
- 2003년 프랑스에서 《오! 수정》, 《강원도의 힘》과 함께 개봉되었다.[1]